# 幻影〜ゲンヱイ〜
『幻影〜ゲンヱイ〜』（げんえい）は、朝日放送で2008年5月31日から7月12日まで、毎週土曜日（日曜日未明）の25:00（JST）から放送されていた土曜ナイトドラマである。なお、最終回のみ25:30から放送された。
キャッチコピーは、「俺ハ謎ヲ追イ、人ハ俺ヲ追イカケル。」

## 概要
謎の連続爆破事件により、無差別殺人を繰り返す『爆殺団』が世間を騒がせる中、新東和日報の記者である木下ハヂメ（高橋光臣）が事件に巻き込まれた。翌朝、意識を取り戻したハヂメの手にはナイフ、横には二人の女性の遺体が。だが、ハヂメはすべての記憶を失っていた……。

## キャスト
- 木下元（キノシタ ハヂメ）：高橋光臣

本作の主人公。新東和日報の記者だが、ある事件によりすべての記憶をなくす。
- ミヤビ：金子さやか

ハヂメが記憶をなくした後、最初に出会った女性。ハヂメの記憶を取り戻すために、一緒に行動する。
- フタバ：小嶺麗奈

遊女。 町中をさ迷い歩くハヂメに声をかける。
- サヲリ：押谷かおり

新東和日報の編集長でハヂメの上司。
- キヨミ：田島絵里香

ハヂメの記憶を取り戻すためにミヤビが頼った女医。
- コトネ：金ヶ江悦子

ハヂメの妹。
- チヒロ：安藤絵里菜

警察職員。職場ではアイドル的存在。
- アオイ：御秒奈々

新東和日報の職員。ハヂメを尊敬している。
- 坂本（サカモト）：谷口知輝

上司である川上とコンビを組む刑事。
- 瀬川源太郎（セガワ ゲンタロウ）：姜暢雄

総理第一秘書。常に冷静沈着。
- 川上信之助（カワカミ シンノスケ）：蟷螂襲

刑事。ハヂメに興味を抱き、やがて猟犬のように事件に喰らいつく。

## スタッフ
- チーフプロデューサー：森山浩一
- プロデューサー：岸岡孝治、安井一成
- 脚本：永冨義人、菱田信也
- 演出：小河久史、大畑拓也
- 制作：ABC

## 主題歌
- 『空が呼んでいる』 C-999

## 各地の放送時間
本作は朝日放送製作の関西ローカル番組であるが、番組販売の形で関西以外の一部ANN系列局でも放送されている。（カッコ内は放送を開始した日）
- 毎週土曜深夜1時00分〜 朝日放送(ABC)（製作局）
- 毎週木曜深夜1時10分〜 北海道テレビ放送(HTB)（2008年6月19日 - ）
- 毎週金曜深夜1時10分〜 長野朝日放送(ABN)（2008年8月8日 - ）